# Sala Ollin Yoliztli
La Sala Ollin Yoliztli, oficialment Sala Silvestre Revueltas és una sala de concerts del Centre Cultural Ollin Yoliztli i la seu de l'Orquestra Filharmònica de la Ciutat de Mèxic. La sala va ser construïda en els anys 1970 i compta amb una capacitat per albergar a 1,200 persones. Està situada al sud de la Ciutat de Mèxic.
El terme Ollin Yoliztli prové del náhuatl que significa vida i moviment.